# سی‌آی‌ئی
سی‌آی‌ئی (انگلیسی: CIE Automotive) شرکت خودروسازی اسپانیایی است.